# Morti nel 2013/Gennaio
| Questa pagina contiene informazioni ricavate automaticamente dalle voci biografiche con l'ausilio del template Bio e di un bot. L'aggiornamento è periodico e automatico e ricostruisce completamente la pagina. Se manca una persona in questa lista, sei pregato di non aggiungerla, ma accertati piuttosto che la sua voce biografica contenga il template Bio e che i dati anagrafici siano correttamente compilati. Se il template Bio manca, inseriscilo tu stesso o, in alternativa, metti l'avviso {{tmp\|Bio}} che ne segnala la mancanza. Se i dati riportati sono sbagliati, correggi direttamente la voce biografica; le modifiche saranno visibili in questa lista entro pochi giorni. Per chiarimenti vedi il progetto biografie. La lista contiene solo le 193 persone che sono citate nell'enciclopedia e per le quali è stato implementato correttamente il template Bio. Pagina aggiornata al 26 apr 2025. |

- 1º gennaio - Lucio Dell'Angelo, calciatore italiano (n. 1938)
- 1º gennaio - Franca Donaggio, sindacalista e politica italiana (n. 1947)
- 1º gennaio - Patti Page, cantante statunitense (n. 1927)
- 1º gennaio - Attilio Pierelli, scultore italiano (n. 1924)
- 1º gennaio - Jozef Zachar, regista slovacco (n. 1920)
- 2 gennaio - Jurij Aleksandrov, pugile sovietico (n. 1963)
- 2 gennaio - Gerda Lerner, scrittrice, docente e storica statunitense (n. 1920)
- 2 gennaio - Ladislao Mazurkiewicz, calciatore uruguaiano (n. 1945)
- 2 gennaio - Susan Nolen-Hoeksema, psicologa e saggista statunitense (n. 1959)
- 2 gennaio - Renzo Soldani, ciclista su strada italiano (n. 1925)
- 2 gennaio - Rudolf Szanwald, calciatore austriaco (n. 1931)
- 2 gennaio - Ned Wertimer, attore statunitense (n. 1923)
- 2 gennaio - Sachio Ōtani, architetto giapponese (n. 1924)
- 3 gennaio - Valerio Negrini, paroliere e batterista italiano (n. 1946)
- 3 gennaio - Sergiu Nicolaescu, regista, attore e politico rumeno (n. 1930)
- 3 gennaio - Patty Shepard, attrice statunitense (n. 1945)
- 4 gennaio - Decio Canzio, curatore editoriale e fumettista italiano (n. 1930)
- 4 gennaio - Pierre Cogan, ciclista su strada francese (n. 1914)
- 4 gennaio - Petter Fauchald, calciatore norvegese (n. 1930)
- 4 gennaio - Thomas Holtzmann, attore tedesco (n. 1927)
- 4 gennaio - Derek Kevan, calciatore inglese (n. 1935)
- 4 gennaio - Tony Lip, attore statunitense (n. 1930)
- 4 gennaio - Vittorio Missoni, stilista e dirigente d'azienda italiano (n. 1954)
- 4 gennaio - Saverio Salvatore Porcari, politico e ambasciatore italiano (n. 1927)
- 4 gennaio - Ferdel Schröder, politico belga (n. 1947)
- 4 gennaio - Zoran Žižić, politico montenegrino (n. 1951)
- 5 gennaio - Emanuele Cocchella, politico e antifascista italiano (n. 1922)
- 5 gennaio - Ann-Britt Leyman, velocista e lunghista svedese (n. 1922)
- 5 gennaio - Vladimir Schönauer, calciatore jugoslavo (n. 1930)
- 5 gennaio - Sol Yurick, scrittore statunitense (n. 1925)
- 6 gennaio - Giovanna Bemporad, poetessa e traduttrice italiana (n. 1923)
- 6 gennaio - Antonio Secchi, direttore della fotografia e regista italiano (n. 1924)
- 6 gennaio - Luigi Spaventa, economista e politico italiano (n. 1934)
- 7 gennaio - David R. Ellis, regista, attore e stuntman statunitense (n. 1952)
- 7 gennaio - Horst Günter, baritono tedesco (n. 1913)
- 7 gennaio - Huell Howser, attore statunitense (n. 1945)
- 7 gennaio - Ada Louise Huxtable, scrittrice e critica d'arte statunitense (n. 1921)
- 7 gennaio - Gonzalo Puyat, dirigente sportivo filippino (n. 1933)
- 7 gennaio - Fred Turner, imprenditore statunitense (n. 1933)
- 8 gennaio - Asbjørn Aarnes, storico norvegese (n. 1923)
- 8 gennaio - Kenojuak Ashevak, artista canadese (n. 1927)
- 8 gennaio - Tat'jana Lemechova, cestista e allenatrice di pallacanestro sovietica (n. 1946)
- 9 gennaio - Antonello Aglioti, sceneggiatore e regista italiano (n. 1943)
- 9 gennaio - Egeo Broccolino, generale italiano (n. 1920)
- 9 gennaio - James M. Buchanan, economista statunitense (n. 1919)
- 9 gennaio - Sakîne Cansiz, politica e attivista curda (n. 1958)
- 9 gennaio - Anscar Chupungco, teologo filippino (n. 1939)
- 9 gennaio - Fidan Doğan, politica e attivista curda (n. 1982)
- 9 gennaio - Karl Potter, percussionista statunitense (n. 1950)
- 10 gennaio - Alessandro Braccesi, astronomo e fisico italiano (n. 1937)
- 10 gennaio - Antonino Calderone, mafioso e collaboratore di giustizia italiano (n. 1935)
- 10 gennaio - Giovanni Casola, politico italiano (n. 1927)
- 10 gennaio - Evan S. Connell, scrittore e poeta statunitense (n. 1924)
- 10 gennaio - Paolo De Paoli, politico italiano (n. 1935)
- 10 gennaio - Pino Dell'Orco, illustratore e pittore italiano (n. 1934)
- 10 gennaio - George Gruntz, tastierista e compositore svizzero (n. 1932)
- 10 gennaio - Luigi Kuveiller, direttore della fotografia italiano (n. 1927)
- 10 gennaio - Nino Malinverni, calciatore italiano (n. 1926)
- 10 gennaio - Paolo Marrassini, orientalista italiano (n. 1942)
- 10 gennaio - Ba Mamadou Mbaré, politico mauritano (n. 1946)
- 10 gennaio - Claude Nobs, imprenditore svizzero (n. 1936)
- 10 gennaio - Jorge Selarón, pittore e ceramista cileno (n. 1947)
- 11 gennaio - Abramo Barosso, fumettista italiano (n. 1931)
- 11 gennaio - Nguyễn Khánh, politico, generale e ambasciatore vietnamita (n. 1927)
- 11 gennaio - Mariangela Melato, attrice italiana (n. 1941)
- 11 gennaio - Miroslav Škeřík, cestista cecoslovacco (n. 1924)
- 11 gennaio - Aaron Swartz, programmatore, scrittore e attivista statunitense (n. 1986)
- 12 gennaio - Amedeo Cattani, calciatore italiano (n. 1924)
- 12 gennaio - Chuck Dalton, cestista e giocatore di baseball canadese (n. 1927)
- 12 gennaio - Anna Lizaran, attrice spagnola (n. 1944)
- 12 gennaio - Viktor Platan, pentatleta finlandese (n. 1919)
- 12 gennaio - Roy Sinclair, calciatore inglese (n. 1944)
- 12 gennaio - Koto Ōkubo, supercentenaria giapponese (n. 1897)
- 13 gennaio - Carlo Barbera, imprenditore italiano (n. 1911)
- 13 gennaio - Bille Brown, attore australiano (n. 1952)
- 13 gennaio - Andrea Carrea, ciclista su strada italiano (n. 1924)
- 13 gennaio - Benny Luke, ballerino e attore statunitense (n. 1939)
- 13 gennaio - Maria Giulia Cocco, politica e attivista italiana (n. 1916)
- 13 gennaio - Arthur Wightman, fisico e matematico statunitense (n. 1922)
- 14 gennaio - Domenico Bacchi, politico italiano (n. 1929)
- 14 gennaio - Conrad Bain, attore canadese (n. 1923)
- 14 gennaio - Prospero Gallinari, terrorista italiano (n. 1951)
- 14 gennaio - Sandy Siegelstein, musicista statunitense (n. 1919)
- 14 gennaio - Riccardo Valla, traduttore, saggista e scrittore di fantascienza italiano (n. 1942)
- 15 gennaio - Giorgio Alverà, bobbista italiano (n. 1943)
- 15 gennaio - Daphne Anderson, attrice, ballerina e cantante britannica (n. 1922)
- 15 gennaio - Margarita di Baden, principessa tedesca (n. 1932)
- 15 gennaio - Chucho Castillo, pugile messicano (n. 1944)
- 15 gennaio - Giovanna Colombi, compositrice e paroliera italiana (n. 1916)
- 15 gennaio - Jean-Bertrand Pontalis, filosofo, psicoanalista e scrittore francese (n. 1924)
- 15 gennaio - Nagisa Ōshima, regista e sceneggiatore giapponese (n. 1932)
- 15 gennaio - John Thomas, altista statunitense (n. 1941)
- 16 gennaio - Bruno Bernini, partigiano e politico italiano (n. 1919)
- 16 gennaio - Burhan Doğançay, artista turco (n. 1929)
- 16 gennaio - Noé Hernández, marciatore messicano (n. 1978)
- 16 gennaio - Evdokija Mekšilo, fondista sovietica (n. 1931)
- 16 gennaio - Paolo Morales, fumettista, sceneggiatore e disegnatore italiano (n. 1956)
- 16 gennaio - Gussie Moran, tennista statunitense (n. 1923)
- 16 gennaio - Giorgio Perrotta, ingegnere italiano (n. 1940)
- 16 gennaio - Pauline Phillips, giornalista, opinionista e scrittrice statunitense (n. 1918)
- 16 gennaio - Perrette Pradier, attrice francese (n. 1938)
- 16 gennaio - Anna Ter-Avetikian, architetta armena (n. 1908)
- 16 gennaio - Aslan Usojan, mafioso russo (n. 1937)
- 16 gennaio - Guido Veroi, medaglista e scultore italiano (n. 1926)
- 16 gennaio - Ernst Wechselberger, calciatore e allenatore di calcio svizzero (n. 1931)
- 17 gennaio - Jakob Arjouni, scrittore tedesco (n. 1964)
- 17 gennaio - Tissa Balasuriya, teologo e presbitero singalese (n. 1924)
- 17 gennaio - Arrigo Benussi, calciatore italiano (n. 1921)
- 17 gennaio - Sophiya Haque, attrice, cantante e ballerina britannica (n. 1971)
- 17 gennaio - James Hood, attivista statunitense (n. 1942)
- 17 gennaio - Nic Potter, bassista britannico (n. 1951)
- 17 gennaio - Anu Põder, artista e scultrice estone (n. 1947)
- 17 gennaio - Franco Santo, politico italiano (n. 1940)
- 17 gennaio - Sumihiro Tomii, sciatore alpino giapponese (n. 1949)
- 18 gennaio - Walmor Chagas, attore brasiliano (n. 1930)
- 18 gennaio - Ken Jones, calciatore gallese (n. 1936)
- 18 gennaio - Jacques Sadoul, scrittore e curatore editoriale francese (n. 1934)
- 18 gennaio - Lynn Willis, autore di giochi statunitense
- 19 gennaio - Anatolij Bannyk, scacchista ucraino (n. 1921)
- 19 gennaio - Gayle Bluth, cestista messicano (n. 1925)
- 19 gennaio - Abderrahim Goumri, mezzofondista e maratoneta marocchino (n. 1976)
- 19 gennaio - Aleksandr Kosarev, regista sovietico (n. 1944)
- 19 gennaio - Taihō Kōki, lottatore di sumo giapponese (n. 1940)
- 19 gennaio - Hans Massaquoi, giornalista e scrittore tedesco (n. 1926)
- 19 gennaio - Li Minhua, ingegnera e fisica cinese (n. 1917)
- 19 gennaio - Stan Musial, giocatore di baseball statunitense (n. 1920)
- 19 gennaio - Marcel Sisniega Campbell, scacchista e regista cinematografico messicano (n. 1959)
- 19 gennaio - Gaetano Valente, storico e presbitero italiano (n. 1919)
- 20 gennaio - Giuseppino Càmpana, criminale italiano (n. 1935)
- 20 gennaio - Pietro Scibilia, imprenditore e dirigente sportivo italiano (n. 1929)
- 20 gennaio - Yu Shizhi, attore cinese (n. 1927)
- 21 gennaio - Massimo Castri, attore e regista italiano (n. 1943)
- 21 gennaio - Riccardo Garrone, imprenditore e dirigente sportivo italiano (n. 1936)
- 21 gennaio - Michael Winner, regista, sceneggiatore e produttore cinematografico britannico (n. 1935)
- 22 gennaio - Sa'id al-Shihri, terrorista saudita (n. 1973)
- 22 gennaio - Jean-Léon Destiné, ballerino haitiano (n. 1918)
- 22 gennaio - Ottavio Lo Nigro, politico italiano (n. 1923)
- 22 gennaio - Günther Maritschnigg, lottatore tedesco (n. 1933)
- 22 gennaio - Gennarino Ottogalli, calciatore italiano (n. 1923)
- 22 gennaio - Erik Pascoli, velista italiano (n. 1942)
- 22 gennaio - Margareta Teodorescu, scacchista rumena (n. 1932)
- 22 gennaio - Lucyna Winnicka, attrice polacca (n. 1928)
- 23 gennaio - Luis Alvarenga, cestista paraguaiano (n. 1938)
- 23 gennaio - Józef Glemp, cardinale e arcivescovo cattolico polacco (n. 1929)
- 23 gennaio - Jean Vilnet, vescovo cattolico francese (n. 1922)
- 24 gennaio - José Colomer, hockeista su prato spagnolo (n. 1935)
- 24 gennaio - Philippe Normand, attore e cantante francese (n. 1952)
- 24 gennaio - Richard G. Stern, scrittore statunitense (n. 1928)
- 24 gennaio - Ewa Strömberg, attrice svedese (n. 1940)
- 25 gennaio - Pierantonio Bortot, calciatore italiano (n. 1955)
- 25 gennaio - Normand Corbeil, compositore canadese (n. 1956)
- 25 gennaio - Jacques Grimonpon, calciatore francese (n. 1925)
- 25 gennaio - Aase Nordmo Løvberg, soprano norvegese (n. 1923)
- 25 gennaio - Mario Medas, attore italiano (n. 1931)
- 25 gennaio - Graziana Pentich, pittrice, scrittrice e poetessa italiana (n. 1920)
- 25 gennaio - Lloyd Phillips, produttore cinematografico sudafricano (n. 1949)
- 25 gennaio - Shōzō Shimamoto, artista giapponese (n. 1928)
- 26 gennaio - Lorenzo Cantarello, canoista e dirigente sportivo italiano (n. 1932)
- 26 gennaio - Ettore Capriolo, traduttore e drammaturgo italiano (n. 1926)
- 26 gennaio - Stefan Kudelski, ingegnere polacco (n. 1929)
- 26 gennaio - Irmo Sassone, politico italiano (n. 1927)
- 26 gennaio - Elias Shoufani, storico e attivista palestinese (n. 1932)
- 27 gennaio - Phạm Duy, compositore e cantante vietnamita (n. 1921)
- 27 gennaio - Jackie Étienne, cestista francese (n. 1938)
- 27 gennaio - Stanley Karnow, giornalista, scrittore e storico statunitense (n. 1925)
- 27 gennaio - Acer Nethercott, canottiere britannico (n. 1977)
- 28 gennaio - Alessandro Anselmi, architetto italiano (n. 1934)
- 28 gennaio - Julio Aróstegui, storico spagnolo (n. 1939)
- 28 gennaio - Jake Foster, pallanuotista australiano (n. 1931)
- 28 gennaio - Bernard Horsfall, attore britannico (n. 1930)
- 28 gennaio - John Karlin, psicologo sudafricano (n. 1918)
- 28 gennaio - Gianni Mocchetti, cantautore, chitarrista e bassista italiano (n. 1947)
- 28 gennaio - Ladislav Pavlovič, calciatore cecoslovacco (n. 1926)
- 28 gennaio - Simeón Soler, calciatore spagnolo (n. 1932)
- 28 gennaio - Ceija Stojka, scrittrice, pittrice e attivista austriaca (n. 1933)
- 28 gennaio - Ary Ventura Vidal, allenatore di pallacanestro brasiliano (n. 1935)
- 29 gennaio - Pietro Buffone, politico italiano (n. 1918)
- 29 gennaio - Anselm Hollo, poeta e traduttore finlandese (n. 1934)
- 29 gennaio - Garrett Lewis, scenografo statunitense (n. 1935)
- 29 gennaio - Lawrence Butch Morris, cornista, compositore e direttore d'orchestra statunitense (n. 1947)
- 29 gennaio - Giuseppe Vitale, politico italiano (n. 1923)
- 30 gennaio - José Cardona, calciatore honduregno (n. 1939)
- 30 gennaio - Antonio Caronia, critico letterario italiano (n. 1944)
- 30 gennaio - Guy Clair, fumettista belga (n. 1956)
- 30 gennaio - Gamal al-Banna, politico e religioso egiziano (n. 1920)
- 31 gennaio - Elżbieta Biesiekierska, cestista polacca (n. 1950)
- 31 gennaio - Mark Gregory, attore italiano (n. 1964)
- 31 gennaio - Emilio Juri, imprenditore e dirigente sportivo svizzero (n. 1947)
- 31 gennaio - Larry Killick, cestista statunitense (n. 1922)
- 31 gennaio - Caleb Moore, sportivo statunitense (n. 1987)
- 31 gennaio - Jacques Nguyễn Văn Mầu, vescovo cattolico vietnamita (n. 1914)
- 31 gennaio - Eirene Sbriziolo, urbanista, architetta e politica italiana (n. 1924)
- 31 gennaio - Janusz Wichowski, cestista e allenatore di pallacanestro polacco (n. 1935)